# 3479 Malaparte
3479 Malaparte (1980 TQ) là một tiểu hành tinh vành đai chính được phát hiện ngày 3 tháng 10 năm 1980 bởi Z. Vavrova ở Klet.